# 天鵝之歌 (近畿小子)
Swan Song《スワンソング》是日本雙人組合近畿小子的第29張單曲。於2009年10月28日由傑尼斯娛樂唱片公司發行。首週銷量為16.0萬張，再度把他們所保持『出道以來連續單曲發行首週即登上No.1』的金氏記錄繼續延伸下去。

## 解説
「Swan Song」這個詞語有「快要逝去的鳥聲」的意義。傳說天鵝在垂死前一刻會發出最悽美動人的叫聲，歌曲中以此來形容一段因為地域距離而將要結束的戀情，戀人在海邊要分開時的畫面。在令人懷念的旋律當中，感到脆弱以及認真，充滿速度感的一首單曲。
- 作詞由曾寫下「玻璃少年」「Cinderella Christmas」「薄荷糖」等歌詞的松本隆擔任，作品的方向有「回歸原點」的感覺。而所謂的原點，就是KinKi Kids的出道曲「玻璃少年」，所以這首單曲跟「玻璃少年」一樣透露著一段悲傷的戀情，有種悲哀的感覺。
- 一如既往，這是自出道以來新入Oricon銷量榜即奪取第一位的連續第29張單曲。本單曲在近畿小子所有單曲史中首次出現首批銷量（發售一星期的推算一週銷量）不足17萬張。
- 同時推出完全初回限定版、普通版，封面各不同。
- 完全初回限定版收錄「深紅的花」「Swan Song -Backing Track-」(普通版未收錄曲)。
- 普通版收錄「記憶的容顏」(完全初回限定版未收錄曲)

## 名稱
- 日語原名：スワンソング
- 中文意思：Swan Song
- 香港正東譯名：Swan Song
- 台灣艾迴譯名：Swan Song

## 收錄歌曲

### 初回版
1. Swan Song（スワンソング）
  - 作詞：松本 隆
  - 作曲：瀬川浩平
  - 編曲：ha-j
  - 弦樂編排：佐藤泰將
2. 薩馬魯耶卡達斯 ～another oasis～（サマルェカダス ～another oasis～）
  - 作詞：マシコタツロウ　
  - 作曲：マシコタツロウ　
  - 編曲：佐藤泰將
3. 深紅的花（深紅の花）
  - 作詞：Satomi　
  - 作曲：鈴木盛廣　
  - 編曲：吉田 建
  - 弦樂編排：旭 純
4. Swan Song -Backing Track-

### 通常版
1. Swan Song（スワンソング）
2. 薩馬魯耶卡達斯 ～another oasis～（サマルェカダス ～another oasis～）
3. 記憶的容顏(面影)
  - 作詞：前田たかひろ　
  - 作曲：原 一博
  - 編曲：CHOKKAKU